# Хроники Шаннары
«Хро́ники Шанна́ры» (англ. The Shannara Chronicles) — американский телесериал в жанре фэнтези, созданный Альфредом Гофом и Майлсом Милларом. Шоу является адаптацией оригинальной «Трилогии Шаннары», написанной американским фантастом Терри Бруксом. Телесериал снят на студии в Окленде и на местности по всей Новой Зеландии.
Премьера первого сезона из десяти эпизодов состоялась 5 января 2016 года на телеканале MTV. 20 апреля 2016 года MTV продлил сериал на второй сезон. Тем не менее, 11 мая 2017 года стало известно, что второй сезон выйдет не на MTV, а на телеканале Spike.
17 января 2018 года стало известно о закрытии сериала после второго сезона.

## Сюжет

### Сезон 1
События сериала происходят спустя 300 лет после Войны Рас, которая положила конец магии и заточила демонов в параллельном мире. Запрет, который запечатан древним древом, называемым Элькрис. Сериал рассказывает о путешествии Уилла, Эмберли и Эретрии, которые с помощью последнего друида Алланона должны сражаться, чтобы защитить Элькрис от гибели и вторжения демонов в Четыре Земли.

### Сезон 2
После завершения своей миссии Уилл пытается оставить всё произошедшее с ним в прошлом, став учеником гномов-целителей в Сторлоке. Эльфы стоят на пороге гражданской войны из-за террористической группировки Кримсонов, преследующей всех носителей магии. В это время Бандон, перешедший на сторону Тьмы, пытается воскресить Владыку-Чародея, могущественного колдуна, некогда представлявшего опасность для всех свободных рас. Только вместе герои смогут спасти Четыре Земли от новой беды.

## В ролях
= Главная роль в сезоне
     = Второстепенная роль в сезоне
     = Гостевая роль в сезоне
     = Не появляется

### Основной состав
| Остин Батлер   | Уилл Омсфорд      | 10 | 10 | 20 |
| Поппи Дрейтон  | Эмберли Элесседил | 10 | 3  | 13 |
| Ивана Бакеро   | Эретрия           | 10 | 10 | 20 |
| Ману Беннетт   | Алланон           | 10 | 10 | 20 |
| Аарон Якубенко | Андер Элесседил   | 10 | 8  | 18 |
| Маркус Ванко   | Бэндон            | 8  | 8  | 16 |
| Малис Джау     | Марет Равенлок    |    | 10 | 10 |
| Ванесса Морган | Лирия             |    | 9  | 9  |
| Джентри Уайт   | Джарет Джакс      |    | 9  | 9  |
| Всего эпизодов | Всего эпизодов    | 10 | 10 | 20 |

- Остин Батлер — Уилл Омсфорд, полуэльф-получеловек, потомок Шаннары. Владеет магией. В первом сезоне был влюблён в Эмберли, во втором — в Марет.
- Поппи Дрейтон — Эмберли Элесседил, эльф. Избранная, Элкрис. Принцесса эльфов. Возлюбленная Уилла.
- Ивана Бакеро — Эретрия, человек с частью демона. Подруга Уилла и Эмберли.
- Ману Беннетт — Алланон, человек-друид, отец Марет.
- Аарон Якубенко — Андер Элесседил, эльф, король, дядя Эмберли, брат Ариона, сын короля Эвентина.
- Маркус Ванко — Бэндон, эльф, пророк.
- Малис Джау — Марет Равенлок, друид, дочь Алланона. Влюблена в Уилла.
- Ванесса Морган — Лирия, человек, принцесса. Влюблена в Эретрию.
- Джентри Уайт — Джарет Джакс, человек, охотник за головами.

### Второстепенный состав
| Джеймс Ремар         | Цефало                   | 7  |    | 7  |
| Дэниел Макферсон     | Арион Элесседил          | 8  |    | 8  |
| Джед Брофи           | Дагда Мор                | 9  |    | 9  |
| Брук Уильямс         | Катания                  | 7  | 3  | 10 |
| Эмелия Бёрнс         | коммандер Диана Тилтон   | 10 |    | 10 |
| Джон Рис-Дэвис       | король Эвентин Элесседил | 7  |    | 7  |
| Джаред Тёрнер        | Слентер                  | 6  | 9  | 15 |
| Джеймс Тревена-Браун | капитан Криспин Эденсонг | 4  |    | 4  |
| Марк Митчинсон       | Флик Омсфорд             | 1  | 5  | 6  |
| Эндрю Грэйнджер      | Коглан                   |    | 6  | 6  |
| Дезмонд Чиам         | генерал Рига             |    | 8  | 8  |
| Кэролайн Чикези      | королева Тамлин          |    | 7  | 7  |
| Всего эпизодов       | Всего эпизодов           | 10 | 10 | 20 |

- Джеймс Ремар — Цефало, человек.
- Дэниел Макферсон — Арион Элесседил, эльф, наследник трона.
- Джед Брофи — Дагда Мор, предводитель демонов, друид-отступник.
- Брук Уильямс — Катания, эльф.
- Эмелия Бёрнс — коммандер Диана Тилтон, эльф.
- Джон Рис-Дэвис — король Эвентин Элесседил, эльф.
- Джаред Тёрнер — Слентер, гном.
- Джеймс Тревена-Браун — капитан Криспин Эденсонг, эльф.
- Марк Митчинсон — Флик Омсфорд, человек, брат Шиа, дядя Вилла.
- Эндрю Грэйнджер — Коглан, друид.
- Дезмонд Чиам — генерал Рига, эльф, кримсон.
- Кэролайн Чикези — королева Тамлин, человек, мать Лирии.

## Производство

### Концепция и разработка
Sonar Entertainment и Farah Films приобрели права на вселенную Шаннары в 2012 году. В декабре 2013 года было объявлено, что сериал, основанный на серии книг, будет разработан для канала MTV.
Продюсерами шоу стали Джон Фавро, Майлс Миллар, Альфред Гоф, Джонатан Либесман и автор книг Терри Брукс. В интервью Брукс заявил, что счастлив, что его история будет адаптирована для телевидения.
Как и телевизионная адаптация «Песни Льда и Огня», сериал содержит не адаптированные по порядку книжные события, а, скорее, смесь событий всех трёх книг. В основе сериала лежит вторая книга Оригинальной Трилогии «Эльфийские Камни Шаннары», однако вместе с тем в нём присутствуют элементы и из других книг серии.
Весной 2017 года было объявлено, что со второго сезона сериал будет транслироваться на канале Spike.

### Кастинг
Поппи Дрейтон получила роль в сериале в ноябре 2014 года. Позже в январе 2015 года Ивана Бакеро и Джон Рис-Дэвис присоединились к актёрскому составу сериала.

### Съёмки
Съёмки 10-серийного сезона завершились в июне 2015 года на оклендской телестудии в Новой Зеландии, а премьера первого трейлера состоялась 10 июля того же года.
На панели «Хроник Шаннары» на San Diego Comic-Con International в июле 2015 года был представлен тизер-трейлер, в котором аудитории впервые были представлены персонажи и локации. Телеверсия трейлера была показана во время церемонии MTV VMA 2015.

## Эпизоды
| Сезон | Сезон | Эпизоды | Оригинальная дата показа | Оригинальная дата показа | Телеканал | Телеканал |
| Сезон | Сезон | Эпизоды | Премьера сезона          | Финал сезона             | Телеканал | Телеканал |
| ----- | ----- | ------- | ------------------------ | ------------------------ | --------- | --------- |
|       | 1     | 10      | 5 января 2016            | 1 марта 2016             | MTV       |           |
|       | 2     | 10      | 11 октября 2017          | 22 ноября 2017           | Spike     |           |

### Сезон 1 (2016)
| № общий | № в сезоне | Название             | Режиссёр          | Автор сценария                             | Дата премьеры   | Зрители в США (млн) |
| ------- | ---------- | -------------------- | ----------------- | ------------------------------------------ | --------------- | ------------------- |
| 12      | 12         | «Избранная» «Chosen» | Джонатан Либесман | Альфред Гоф и Майлс Миллар                 | 5 января 2016   | 1,03                |
| 3       | 3          | «Фурия» «Fury»       | Джеймс Маршалл    | Альфред Гоф и Майлс Миллар                 | 12 января 2016  | 0,92                |
| 4       | 4          | «Маска» «Changeling» | Джеймс Маршалл    | Альфред Гоф и Майлс Миллар                 | 19 января 2016  | 0,75                |
| 5       | 5          | «Жнец» «Reaper»      | Брэд Тёрнер       | Эван Эндикотт и Джош Стоддард              | 26 января 2016  | 1,03                |
| 6       | 6          | «Пайкон» «Pykon»     | Брэд Тёрнер       | Зандер Леманн                              | 2 февраля 2016  | 0,97                |
| 7       | 7          | «Разлом» «Breakline» | Джесси Уорн       | Дианна Кизис                               | 9 февраля 2016  | 0,80                |
| 8       | 8          | «Утопия» «Utopia»    | Джесси Уорн       | Эйприл Блэр                                | 16 февраля 2016 | 0,78                |
| 9       | 9          | «Убежище» «Safehold» | Брэд Тёрнер       | Эван Эндикотт и Джош Стоддард              | 23 февраля 2016 | 0,72                |
| 10      | 10         | «Элкрис» «Ellcrys»   | Брэд Тёрнер       | Эйприл Блэр, Эван Эндикотт и Джош Стоддард | 1 марта 2016    | 0,85                |

### Сезон 2 (2017)
| № общий | № в сезоне | Название                 | Режиссёр       | Автор сценария                | Дата премьеры   | Зрители в США (млн) |
| ------- | ---------- | ------------------------ | -------------- | ----------------------------- | --------------- | ------------------- |
| 11      | 1          | «Друид» «Druid»          | Брэд Тёрнер    | Альфред Гоф и Майлс Миллар    | 11 октября 2017 | 0,31                |
| 12      | 2          | «Призрак» «Wraith»       | Брэд Тёрнер    | Эван Эндикотт и Джош Стоддард | 18 октября 2017 | 0,21                |
| 13      | 3          | «Грэймарк» «Graymark»    | Джеймс Маршалл | Хавьер Грильо-Марксуа         | 25 октября 2017 | 0,23                |
| 14      | 4          | «Пожиратель» «Dweller»   | Джеймс Маршалл | Элли Тридман                  | 1 ноября 2017   | 0,16                |
| 15      | 5          | «Паранор» «Paranor»      | Тоа Фрейзер    | Эван Эндикотт и Джош Стоддард | 8 ноября 2017   | 0,24                |
| 16      | 6          | «Кримсоны» «Crimson»     | Брэд Тёрнер    | Эйприл Блэр                   | 8 ноября 2017   | 0,27                |
| 17      | 7          | «Чернокнижник» «Warlock» | Джеймс Маршалл | Алекс Диаз и Джули Диаз       | 15 ноября 2017  | 0,27                |
| 18      | 8          | «Эмберли» «Amberle»      | Джеймс Маршалл | Эйприл Блэр и Элли Тридман    | 15 ноября 2017  | 0,28                |
| 19      | 9          | «Дикоземье» «Wilderun»   | Тоа Фрейзер    | Мэтт Ламберт                  | 22 ноября 2017  | 0,26                |
| 20      | 10         | «Кровь» «Blood»          | Брэд Тёрнер    | Эван Эндикотт и Джош Стоддард | 22 ноября 2017  | 0,24                |

## Отзывы и оценки
Сериал получил неоднозначные отзывы в прессе. По данным сайтов Rotten Tomatoes и Metacritic, положительные и отрицательные отзывы разделились 50 на 50. Консенсус критиков гласит, что сериал вторичен и не в полной мере раскрыл свой потенциал, но может понравиться юным зрителям.
Положительно о сериале отзывались в таких изданиях как Los Angeles Times и Collider, негативно — в The Hollywood Reporter, нейтрально — в The Wrap и Entertainment Weekly. В России журнал «Мир фантастики» назвал сериал «банальным, наивным, но не лишённым очарования», отметив в заключение, что «в дни, когда большая часть фэнтези-экранизаций — это „старые сказки на новый лад“, каждый оригинальный мир стоит ценить».